# Dušan Rajović
Dušan Rajović (ur. 19 listopada 1997 w Kraljevie) – serbski kolarz szosowy.

## Osiągnięcia
Opracowano na podstawie:

2014
- 1. miejsce w Memorial Dimitar Yankov
  - 1. miejsce w klasyfikacji górskiej
  - 1. miejsce na 1. i 2. etapie
- 1. miejsce w mistrzostwach Serbii juniorów (jazda indywidualna na czas)
- 1. miejsce w Belgrade Trophy Milan Panić
  - 1. miejsce na 1. i 2. etapie

2015
- 1. miejsce w mistrzostwach Serbii juniorów (jazda indywidualna na czas)
- 1. miejsce w mistrzostwach Serbii juniorów (start wspólny)
- 1. miejsce na 4. etapie Grand Prix Rüebliland

2016
- 1. miejsce w mistrzostwach Serbii (jazda indywidualna na czas)

2017
- 3. miejsce w Belgrad–Banja Luka I
- 3. miejsce w Belgrad–Banja Luka II
- 1. miejsce w mistrzostwach Serbii (jazda indywidualna na czas)
- 1. miejsce na 2. etapie Tour of Qinghai Lake
- 1. miejsce w Croatia-Slovenia

2018
- 1. miejsce w GP Izola
- 3. miejsce w Trofej Umag
- 3. miejsce w Trofej Poreč
- 1. miejsce w mistrzostwach Serbii (start wspólny)
- 1. miejsce w klasyfikacji punktowej Tour of Qinghai Lake
  - 1. miejsce na 10. etapie
- 1. miejsce w Croatia-Slovenia

2019
- 1. miejsce w International Rhodes Grand Prix
- 1. miejsce na 1. etapie International Tour of Rhodes
- 1. miejsce na etapie 2a Cycling Tour of Bihor-Bellotto
- 1. miejsce w mistrzostwach Serbii (start wspólny)
- 1. miejsce na 4. etapie Tour of Croatia

2020
- 1. miejsce na 3. etapie Tour de Serbie

2021
- 1. miejsce w mistrzostwach Serbii (start wspólny)

2022
- 1. miejsce na 2. etapie Vuelta al Táchira
- 1. miejsce na 2. etapie Tour of Antalya
- 3. miejsce w Trofej Umag
- 1. miejsce w Trofej Poreč
- 1. miejsce w mistrzostwach Serbii (start wspólny)

## Rankingi
| Rok             | 2016 | 2017 | 2018 | 2019 | 2020 | 2021 | 2022 | 2023 | 2024 |
| --------------- | ---- | ---- | ---- | ---- | ---- | ---- | ---- | ---- | ---- |
| World Ranking   | 981. | 546. | 395. | 570. | 717. | 752. | 375. | 629. | 892. |
| UCI Europe Tour | 694. | 409. | 246. | 429. | 573. | 594. | 302. | -    | -    |
| UCI Asia Tour   | 461. | 206. | 328. |      |      |      |      |      |      |
|                 |      |      |      |      |      |      |      |      |      |
| Źródło: UCI     |      |      |      |      |      |      |      |      |      |